# إنترنت داونلود مانيجر
إنترنت داونلود مانيجر (بالإنجليزية: Internet Download Manager)‏ ومعناه مدير تحميل الإنترنت والمعروف اختصارًا باسم (IDM)، هو برنامج حاسوبي مصمم كمدير تنزيل ملفات. ومتوفر فقط لمنصات نظام تشغيل مايكروسوفت ويندوز.

## مبدأ العمل
يعمل البرنامج عن طريق إنشاء 8 طلبات إلى الخادم في نفس الوقت (باستخدام المواضيع) وفي كل من الطلبات الـ8 يرسل عناوين مختلفة لبايت الانطلاق (التي ستكون بدءًا بايت بايت في الجداول التي سيتم إرجاعها) بحيث أن كل ملف يتم تغطيتها.
على سبيل المثال إذا كان الملف يتألف من 8000 بايت ما سوف يفعله IDM هو:
أنه ينشئ 8 طلبات لنفس الملف على الخادم في وقت واحد ولكن مع انطلاق بايت الأولية كالتالي.. 
في الطلب الأول، بدءًا بايت = 0. بايت تغطيها: 0-999 
في الطلب الثاني، بدءًا بايت = 1000. بايت يغطيها: 1000-1999 
في الطلب الثالث، بدءًا بايت = 2000. بايت يغطيها: 2000-2999 
في الطلب الرابع، بدءًا بايت = 3000. بايت يغطيها: 3000-3999 
في الطلب الخامس، بدءًا بايت = 4000. بايت يغطيها: 4000-4999 
في الطلب السادس، بدءًا بايت = 5000. بايت يغطيها: 5000-5999 
في الطلب السابع، بدءًا بايت = 6000. بايت تغطيها: 6000-6999 
في الطلب الثامن، بدءًا بايت = 7000. بايت يغطيها: 7000-7999 
الآن سيبدأ تيارات البايتات العائدة من الخادم إلى جهاز المستخدم لتجمع في الملف الفعلي. عندما يكتمل تحميل الأجزاء من كل الطلبات يتم تضمينها معًا من أجل إنشاء الملف الأصلي الكامل.  

## المميزات
من الخدمات والميزات التي يوفرها برنامج إنترنت داونلود مانيجر:
- تقسيم التنزيلات المتعددة إلى تيارات متعددة بزيادة سرعة التحميل.
- امكانية زيادة عدد طلبات الاستعلام لزيادة تحميل الملف من 8 طلبات في آنٍ واحد إلى 32 في الاصدارات الجديدة.
- إمكانية التعامل مع طلبات استعلام متعددة.
- ترتيب قائمة التنزيلات الأخيرة لسهولة الوصول إلى الملفات.
- إمكانية استكمال التحميل أو إيقافه حسب الرغبة.
- تحميل الفيديو من مواقع الفيديو ذات الزمن الحقيقي (المواقع التي تبث فيديو مباشر مثل المحطات الإخبارية أو الرياضية).
- تجزئة ديناميكية في جميع مراحل عملية التحميل فمثلًا إذا انتهى من الجزء رقم 3 قبل باقي الأجزاء فإنه يحول الفائض من سرعة التحميل إلى الملف رقم 4.
- يدعم بروتوكولات: بروتوكول نقل النص الفائق، بروتوكول نقل الملفات، بروتوكول نقل النص التشعبي الآمن، MMS ومايكروسوفت ISA.
- يدعم بروتوكولات التوثيق: الأساسي، والتفاوض، NTLM.
- التحميل من المواقع التي تتطلب تسجيل دخول حيث يزوده المستخدم باسم المستخدم وكلمة المرور.
- يدعم متصفحات الويب: إنترنت إكسبلورر، أوبرا، نيتسكيب نافيجيتور، أبل سفاري، فلوك، جوجل كروم، وموزيلا فايرفوكس، وغيرها...

## الاستقبال
على موقع CNET تلقى IDM تصنيف من 4 من أصل 5 نجوم وتلقى التقدير التالي من الموقع «إنترنت داونلود مانيجر يجبرنا على ان نتخذه الخيار الطبيعي بالنسبة للمستخدمين الذين يحتاجون إلى أداة نقل مضمونة».
موقع SoftPedia اعطى إنترنت داونلود مانيجر تصنيف من 4 من أصل 5 نجوم إضافة إلى انه تم التعليق عليه بقول «إنترنت داونلود مانيجر يجب ان يكون تطبيقًا لكُل المستخدمين»
وقد تم إجراء مراجعة موسعة من قبل SoftPedia في مارس عام 2014، حصل فيها إنترنت داونلود مانيجر على تصنيف 4 من 5 نجوم.
الجوائز:
موقع CNet: حصل على تقييم التطبيق الأكثر شعبية.
موقع Download: حصل على تصنيف 4/5 (مع اختيار المحررين).
موقع WebAttack: حصل على تصنيف 5/5.
موقع SoftPedia: حصل على تصنيف 4/5.
موقع ZD Net: اختيار المحريين الأفضل.
موقع BlueChilies: حصل على تصنيف 5/5.
موقع TopShareWare: حصل على تصنيف 5/5.
موقع Soft32: حصل على تصنيف 5/5.
موقع Softpile: حصل على تصنيف 5/5.
موقع Kuegysoft: حصل على تصنيف 4.6/5.
موقع UpToDown: حصل على تصنيف 4/5.
والمزيد من الجوائز

## مشاكل تقنية
يجب ملاحظة انه بالنسبة لميزة امكانية زيادة عدد طلبات الاستعلام لزيادة سرعة تحميل الملف من 8 طلبات في ان واحد إلى 36 في الاصدارات الجديدة من البرنامج يجب معرفة عدد الطلبات التي يسمح بها المزود لك.
يجب توخي الحذر عند استخدام عدد كبير من الاتصالات وذلك لان بعض الملقمات لا تسمح بتعدد الاتصالات للعميل الواحد وبالتالي قد يتم وضع جهاز الكمبيوتر في القائمة السوداء خصوصًا عندما نقوم بتحميل عدة ملفات في الوقت نفسه باستخدام عدد كبير من الاتصالات.
بالإضافة إلى ما سبق فإن سرعة التحميل قد تنخفض إذا قمت بزيادة عدد الاتصالات مع بعض أنواع الاتصالات من خلال اجهزة الكمبيوتر محدودة القدرات أو البطيئة الاداء أو من خلال اجهزة التوجيه (الراوتر) التي تتحمل العمل حتى سرعات معينة. 

## طرق التنزيل باستخدام البرنامج
هناك العديد من الطرق التي يدعمها برنامج IDM، سنذكرها في القائمة التالية:
- الطريقة الأولى: التنزيل من المستعرض بشكل مباشر

يُمكنك استخدام IDM لتنزيل الفيديوهات من متصفحك المفضل بشكل مباشر، سواء كنت تستخدم متصفحات ذات شعبية كبيرة مثل جوجل كروم وانترنت اكسبلورر وموزيلا فايرفوكس أو أقل شهرة مثل AO أو نيت سكيب.
- الطريقة الثانية: إضافة رابط الفيديو يدويًا

يُمكنك بسهولة نسخ رابط الفيديو ولصقه في المربع المخصص له في داونلود مانجر لبدء عملية التنزيل.
- الطريقة الثالثة: استخدام الماوس

هذه الطريقة تم دعمها في الإصدارات الأحدث من البرنامج، حيث يُمكنك النقر بزر الماوس الأيمن على أي محتوى مرئي على المتصفح ومن ثم تنزيله مباشرة.
- الطريقة الرابعة: السحب والإسقاط

من أسهل الطرق الحديثة لتحميل الفيديوهات هي سحب رابط الفيديو وإسقاطه في مكانه المخصص، تم دعم هذه الطريقة في متصفحات مثل أوبرا ونيت سكيب وكذلك IE.

## روابط خارجية
- برامج مشابهة لنزلها كلها! إضافة لـمتصفح موزيلا فايرفوكس
- قائمة اللغات المتوفرة